# Dendrophthora nodosa
Dendrophthora nodosa är en sandelträdsväxtart som beskrevs av Patschovsky. Dendrophthora nodosa ingår i släktet Dendrophthora och familjen sandelträdsväxter. Inga underarter finns listade i Catalogue of Life.